# Liste der Biografien/Hoffa
Liste der Biografien |
Portal Biografien |
Personensuche
# |
A |
B |
C |
D |
E |
F |
G |
H |
I |
J |
K |
L |
M |
N |
O |
P |
Q |
R |
S |
T |
U |
V |
W |
X |
Y |
Z |
?
 
Ha |
Hd |
He |
Hi |
Hj |
Hk |
Hl |
Hm |
Hn |
Ho |
Hr |
Hs |
Ht |
Hu |
Hv |
Hw |
Hy
 
Hoa |
Hob |
Hoc |
Hod |
Hoe |
Hof |
Hog–Hok |
Hol |
Hom |
Hon |
Hoo |
Hop |
Hoq |
Hor |
Hos |
Hot |
Hou |
Hov |
How |
Hox |
Hoy |
Hoz
 
Hofa |
Hofb |
Hofd |
Hofe |
Hoff |
Hofg |
Hofh |
Hofi |
Hofk |
Hofl |
Hofm |
Hofn |
Hofp |
Hofr |
Hofs |
Hoft |
Hofv |
Hofw |
Hofz
 
Hoffa |
Hoffb |
Hoffd |
Hoffe |
Hoffg |
Hoffh |
Hoffi |
Hoffj |
Hoffk |
Hoffl |
Hoffm |
Hoffn |
Hoffo |
Hoffr |
Hoffs
Die Liste der Biografien führt alle Personen auf, die in der deutschsprachigen Wikipedia einen Artikel haben. Dieses ist eine Teilliste mit 12 Einträgen von Personen, deren Namen mit den Buchstaben „Hoffa“ beginnt.

## Hoffa
- Hoffa, Albert (1859–1907), deutscher Orthopäde und Hochschullehrer
- Hoffa, Elisabeth (1889–1988), deutsche Ärztin
- Hoffa, Else (1885–1964), deutsche Gärtnerin
- Hoffa, James Phillip (* 1941), US-amerikanischer Gewerkschaftsführer
- Hoffa, Jimmy (* 1913), US-amerikanischer GewerkschaftsführerJimmy Hoffa (* 1913)

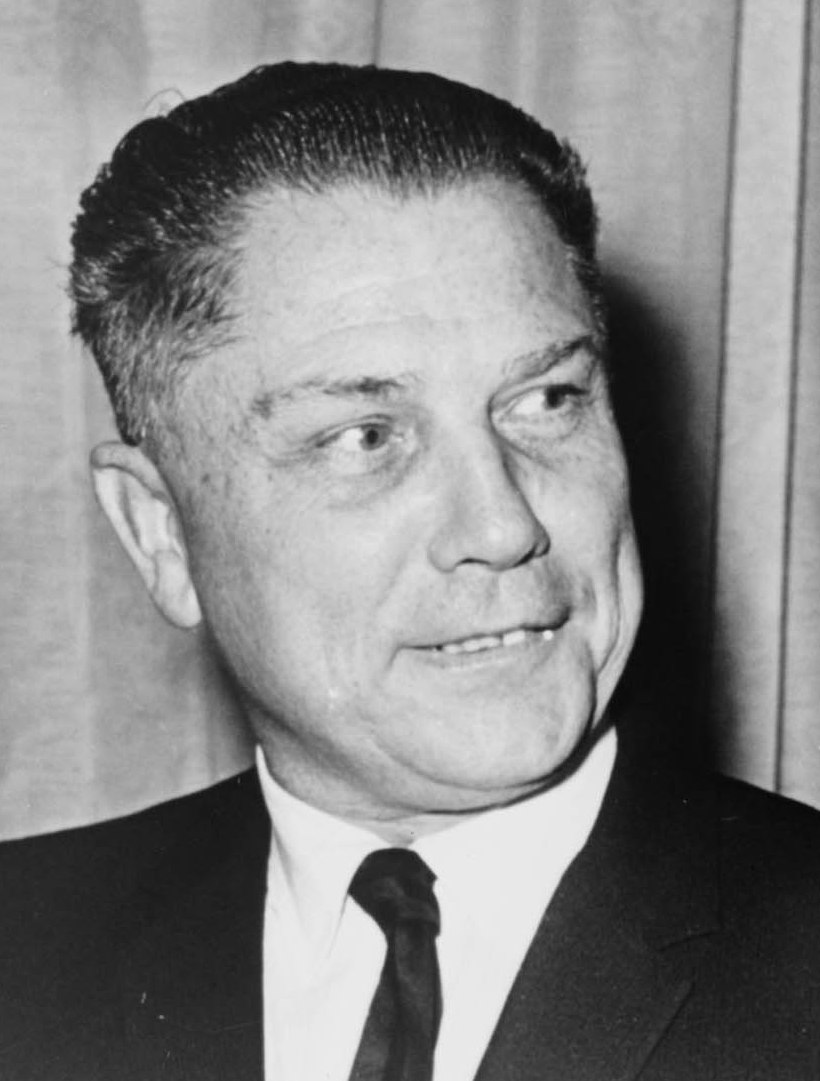
Jimmy Hoffa (* 1913)

- Hoffa, Joseph (1803–1853), deutscher Philologe, Privatdozent und Lehrer
- Hoffa, Reese (* 1977), US-amerikanischer Kugelstoßer
- Hoffa, Theodor (1872–1946), Kinderarzt, Sozialfürsorger und Mitglied der Bekennenden Kirche

### Hoffac
- Hoffacker, Karl (1856–1919), deutscher Architekt, Bildhauer und Fachschullehrer
- Hoffacker, Paul (1930–2023), deutscher Jurist und Politiker (CDU), MdB

### Hoffae
- Hoffaeus, Paul († 1608), deutscher Jesuit

### Hoffar
- Hoffart, Johannes (1851–1921), deutscher Bildhauer